# Sanys prioncera
Sanys prioncera är en fjärilsart som beskrevs av George Francis Hampson 1926. Sanys prioncera ingår i släktet Sanys och familjen nattflyn. Inga underarter finns listade.